# 莆田猪
莆田猪，原名莆田黑猪，是中国的家猪品种之一，主要产于福建省莆田市荔城区、仙游县和福清市西北部。建有莆田猪国家级保种场，并被列入国家级畜禽遗传资源保护名录。
莆田猪额纹较深呈菱形，耳朵下垂，被毛呈灰黑色。
莆田猪经产母猪平均窝产仔11.13头、断奶窝重48.06公斤、24.06公斤~89.19公斤育肥期日增重434.22克、料肉比3.71：1、屠宰率73.32%、瘦肉率45.16%。